# Comuna Prîstailove, Lebedîn
Prîstailove (în ucraineană Пристайлове) este o comună în raionul Lebedîn, regiunea Sumî, Ucraina, formată din satele Barabașivka, Hirkî, Prîstailove (reședința) și Șevcenkove.

## Demografie
Componența lingvistică a comunei Prîstailove
     Ucraineană (96,33%)
     Rusă (3,18%)
     Alte limbi (0,49%)
Conform recensământului din 2001, majoritatea populației comunei Prîstailove era vorbitoare de ucraineană (96,33%), existând în minoritate și vorbitori de rusă (3,18%).